# Rajd Rosyjska Zima 1976
Rajd Rosyjska Zima 1976 (5. Rallye Russkaya Zima 1976) – piąta edycja rajdu samochodowego Rajd Rosyjska Zima rozgrywanego w ZSRR. Rozgrywany był od 11 do 15 grudnia 1976 roku. Rajd był siódmą rundą Rajdowego Pucharu Pokoju i Przyjaźni w roku 1976 i jedną z rund Rajdowych Mistrzostw ZSRR.

## Klasyfikacja rajdu
| Miejsce                        | Kierowca                       | Pilot                          | Samochód                       | Czas                           | Strata                         |                                |
| Klasyfikacja generalna i RPPiP | Klasyfikacja generalna i RPPiP | Klasyfikacja generalna i RPPiP | Klasyfikacja generalna i RPPiP | Klasyfikacja generalna i RPPiP | Klasyfikacja generalna i RPPiP | Klasyfikacja generalna i RPPiP |
| ------------------------------ | ------------------------------ | ------------------------------ | ------------------------------ | ------------------------------ | ------------------------------ | ------------------------------ |
| 1.                             | Nikolay Bolshikh               | Igor Bolshikh                  | Moskvich 2140                  | 1:27:19                        | -                              |                                |
| 2.                             | Nikolay Elizarov               | Valentin Grigoryev             | Lada VAZ 21011                 | 1:27:27                        | +8                             |                                |
| 3.                             | Kastytis Girdauskas            | Gediminas Vaskevicius          | Lada VAZ 2103                  | 1:27:59                        | +40                            |                                |
| 4.                             | Aleksandr Varenko              | Viktor Ignatyev                | IŻ 412                         | 1:28:17                        | +58                            |                                |
| 5.                             | Konstantin Antropov            | Gennadiy Parashchenko          | IŻ 2125 Kombi                  | 1:29:13                        | +1:54                          |                                |
| 6.                             | Yakov Agishev                  | Mikhail Titov                  | Moskvich 2140                  | 1:29:37                        | +2:18                          |                                |
| 7.                             | Endel Kabral                   | Udo Laaneots                   | Lada VAZ 2103                  | 1:30:33                        | +3:14                          |                                |
| 8.                             | Anatoliy Okulich               | Vyacheslav Kukovyakin          | IŻ 412                         | 1:31:59                        | +4:40                          |                                |
| 9.                             | Joel Tammeka                   | Tõnu Vunn                      | Lada VAZ 21011                 | 1:32:03                        | +4:44                          |                                |
| 10.                            | Heiki Ohu                      | Toomas Diener                  | Lada VAZ 2103                  | 1:32:20                        | +5:01                          |                                |
| Klasyfikacja mistrzostw ZSRR   |                                |                                |                                |                                |                                |                                |
| 1.                             | Nikolay Bolshikh               | Igor Bolshikh                  | Moskvich 2140                  |                                | -                              |                                |
| 2.                             | Nikolay Elizarov               | Valentin Grigoryev             | Lada VAZ 21011                 |                                |                                |                                |
| 3.                             | Kastytis Girdauskas            | Gediminas Vaskevicius          | Lada VAZ 2103                  |                                |                                |                                |
| 4.                             | Konstantin Antropov            | Gennadiy Parashchenko          | IŻ 2125 Kombi                  |                                |                                |                                |